# Broadwater (Schiff, 1920)
HMS Broadwater (H81) war der ehemalige Zerstörer USS Mason (DD 191) der  Clemson-Klasse, der im Oktober 1940 von der Royal Navy im Rahmen des Zerstörer-für-Stützpunkte-Abkommens von der US-Navy übernommen wurde. Alle mit dem Abkommen übernommenen Zerstörer wurden trotz ihrer Unterschiede von den Briten als Town-Klasse bezeichnet.

Der 1920 bis 1922 sowie 1939/40 von der United States Navy genutzte Zerstörer wurde schon nach einem Jahr am 18. Oktober 1941 südlich von Island durch U 101  torpediert, verlor sofort sein Vorschiff und wurde nach zehn Stunden endgültig aufgegeben. Auf dem Schiff starben 56 Mann, drei Schwerverletzte noch auf der Fahrt nach Großbritannien und 65 Mann überlebten die Versenkung des Zerstörers.

## Geschichte des Zerstörers
Die Broadwater war der erste Zerstörer der Town-Klasse, der mit einer britischen Besatzung im Einsatz versenkt wurde. Der Ende Februar 1920 in den USA als USS Mason fertiggestellte Zerstörer war bei seinem Untergang im Oktober 1941 nach Cameron (I05) (siehe unten) und der unter norwegischer Flagge eingesetzten Bath schon das dritte Schiff der Klasse, das verloren ging.

### USSMason(DD 191)

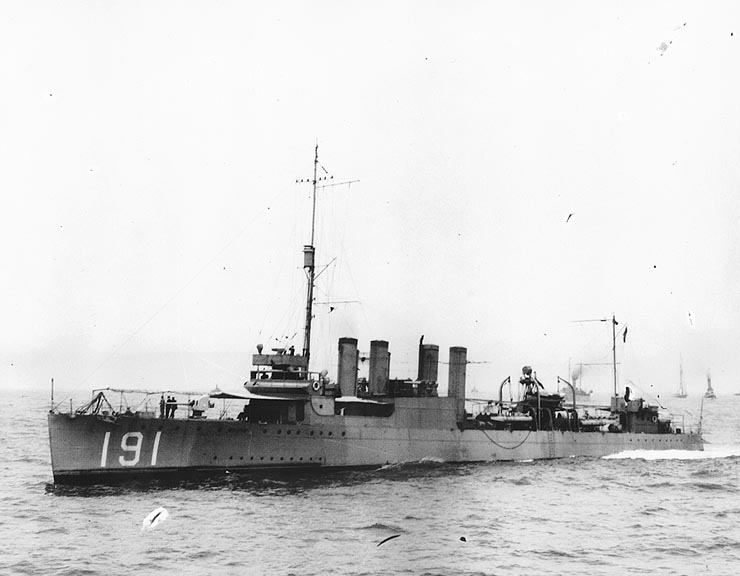
USS Mason (DD-191) zwischen 1920 und 1922

Der Zerstörer war das erste Schiff der US Navy, das nach dem früheren Marineminister John Y. Mason (1799–1859) benannt wurde, der als 16. Marineminister vom März 1844 bis zum März 1845 und dann erneut vom September 1846 bis zum März 1849 im Amt war. Der Jurist war 1831 erstmals in den Kongress gewählt worden. Marineminister war er zuerst unter Präsident John Tyler und dann unter Präsident James K. Polk. Zuletzt war Mason von Januar 1854 bis zu seinem Tod in Paris am 3. Oktober 1859 amerikanischer Botschafter in Frankreich.
Die Kiellegung des nach ihm benannten Zerstörers der Clemson-Klasse  erfolgte am  10. Juli 1918, der Stapellauf am 8. März 1919 bei Newport News Shipbuilding, Newport News, Virginia. Getauft wurde der Zerstörer von der Ur-Enkelin des Namensgebers. Am 28. Februar 1920 wurde der Zerstörer von der US Navy im Norfolk Navy Yard übernommen.
Nach 33 Monaten im aktiven Dienst der Flotte kam der Zerstörer zur Reserve und wurde am 3. Juli 1922 außer Dienst gestellt.
Erst über 17 Jahre später wurde am 4. Dezember 1939 der inzwischen veraltete Zerstörer wegen des Kriegsausbruchs in Europa wieder in Dienst gestellt.  Wegen des dringenden Bedarfs an Geleitfahrzeugen begannen Verhandlungen zwischen Großbritannien und den USA zur Überlassung derartiger Fahrzeuge, die im Destroyers for Bases Agreement (deutsch: „Zerstörer-für-Stützpunkte-Abkommen“) vom 2. September 1940 ihren Abschluss fanden.
Ab Anfang September übergab die US Navy in Halifax (Nova Scotia) 50 Zerstörer des US-amerikanischen Glattdeckstyps der Caldwell-Klasse (3 RN), der Wickes-Klasse (27 RN/RCN) sowie der Clemson-Klasse (20 RN/RCN) an die Royal Navy bzw. die Royal Canadian Navy. Die US Navy erhielt im Gegenzug Stützpunkte auf den Bahamas, auf Jamaika, St. Lucia, Trinidad, den Bermudas, in Britisch-Guyana und Argentia auf Neufundland.

### HMSBroadwater(H81)
Die USS Mason traf am 2. Oktober 1940 in Halifax (Nova Scotia) ein und wurde am folgenden Tag von der britischen Royal Navy als HMS Broadwater (H81) übernommen. Den Namen einer ehemaligen Stadt in Virginia, USA und einer Ortschaft in West Sussex in Großbritannien hatte zuvor kein britisches Schiff geführt. Am 15. Oktober begann der Zerstörer seine Überführungsfahrt über St. John’s nach Großbritannien, wo das Schiff am 26. am River Clyde eintraf. Bis Ende Januar 1941 wurde die Broadwater auf der Marinewerft in Devonport und auf einer Werft in Cardiff für den Einsatz bei der Royal Navy hergerichtet. Geplant war ein Einsatz in der 11th Escort Group des Western Approaches Command. Der erste Einsatz des Zerstörers erfolgte ab dem 9. bis 12. Februar 1941 als Sicherung des aus dem Clyde auslaufenden Konvois WS 6A zusammen mit den Geleitzerstörern Atherstone und Cottesmore sowie dem Zerstörer Keppel. Ein Kesselschaden erzwang die Rückkehr des Zerstörers. Ende März konnte die reparierte Broadwater das Auslaufen des Konvois WS 7 im Bereich der North Western Approaches und anschließend die letzte Etappe des aus Gibraltar kommenden Konvois HG 56 vom 28. bis 30. März zu sichern.
Vom 4. bis zum 7. April 1941 gehörte der Zerstörer dann zur Sicherung des Geleitzuges OB 306 mit 19 Handelsschiffen aus Liverpool in den Atlantik, der sich am 9. verteilte und ohne Sicherung selbstständig seine Ziele aufsuchte. Die Broadwater musste dringende Reparaturen am Clyde erledigen lassen und wurde dann in Southampton überholt.

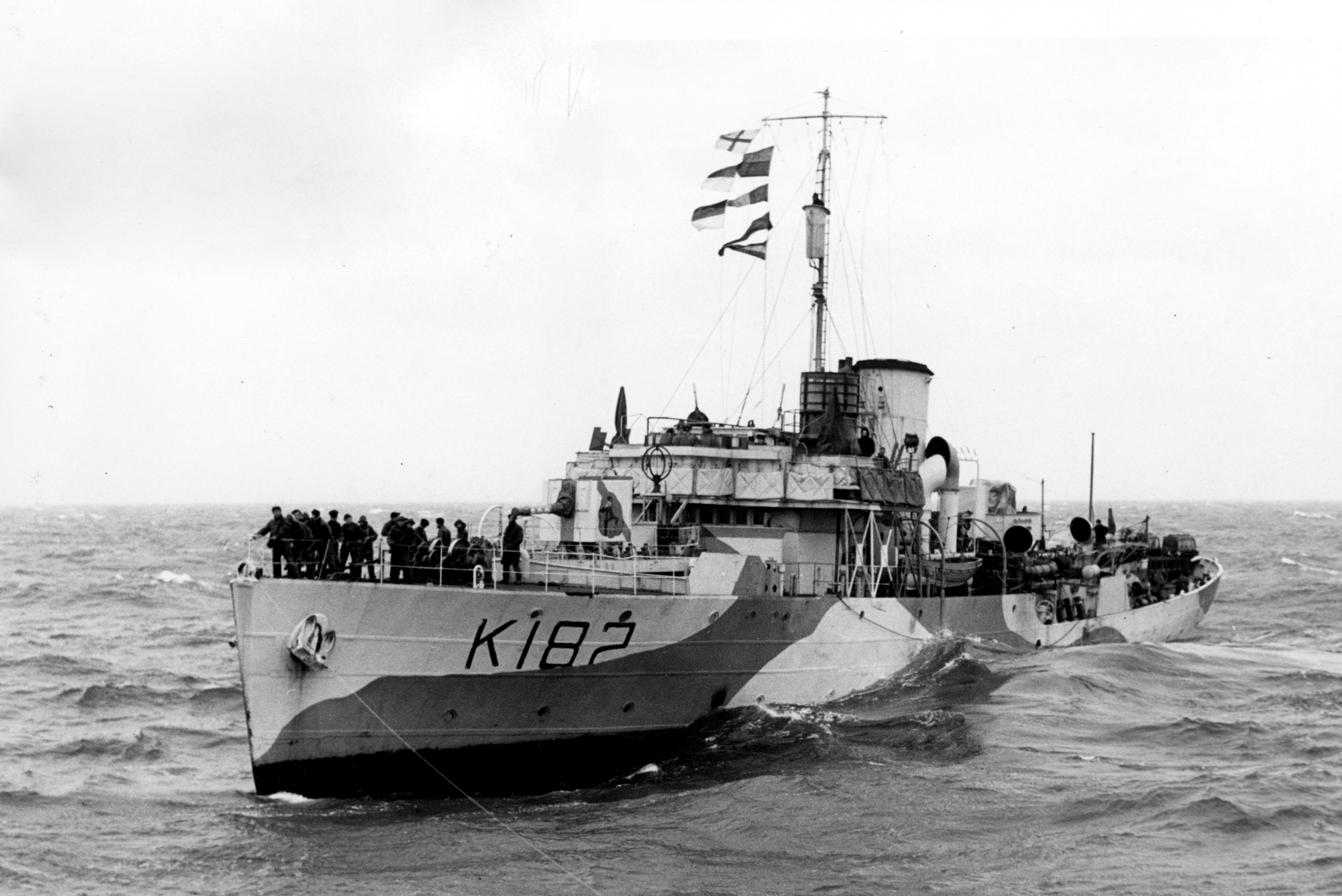
Die Korvette Bittersweet

Der Zerstörer sollte künftig zur Newfoundland Escort Force gehören und verlegte daher ab dem 27. Juni vom Clyde mit dem Konvoi OB 339 zusammen mit den Korvetten HMCS Bittersweet und Fennel nach Neufundland auf die andere Atlantikseite, wo er in St. John´s stationiert wurde. Zu den drei überführten Schiffen hatte die Sloop HMS Leith den Konvoi von 52 Schiffen gesichert, der nicht von deutschen U-Booten entdeckt/angegriffen wurde. Ab dem 2. Juli war die Sicherung bis zur kanadischen Küste durch vor Neufundland eingesetzte Einheiten verstärkt, wie die Zerstörer Ramsay, Burwell und Richmond der Town-Klasse.  Schon wenige Tage nach dem Eintreffen begleitete die Broadwater vom 15. bis 23. Juli 1941 den Halifax-Konvoi HX 138 mit 55 Handelsschiffen Richtung Großbritannien.
Ab dem 26. Juli gehörte der Zerstörer dann bis zum 1. August zur Sicherung des Konvois OB 349 in der Gegenrichtung, der ab Atlantikmitte ohne Sicherung weiterlief.
Nach einer kurzen Pause erfolgte vom 16. bis 26. August mit HX 145 wieder eine Begleitung Richtung Europa. Mit 85 Schiffen war es der größte bis dahin vom Zerstörer begleitete Konvoi. Die größten zu schützenden Schiffe waren die als Tanker eingesetzten ehemaligen Wal-Fabriken Hectoria und Southern Princess, die auch Passagiere an Bord hatten, sowie etliche moderne Motortanker wie die in Deutschland gebauten Charles F. Meyer und Narragansett. Die Broadwater befehligte die Konvoisicherung, zu der noch die kanadischen Flower-Korvetten Chilliwack, Rimouski und Spikenard gehörten, die dann auch bei der Neuordnung der kanadischen EG`s die  Escort Group 16 bildeten. Dazu kam zur Sicherung der Hilfskreuzer California und die beiden ehemaligen Walfänger Kos VIII und Kos IX. Südlich Island wurde die Sicherung ausgetauscht und von den Zerstörern Boadicea, Beagle und der Salisbury der Town-Klasse sowie den Flower-Korvetten Heather, Narcissus sowie der Minensuch-Sloop Hebe für die Restreise übernommen.

### Das Ende derBroadwater

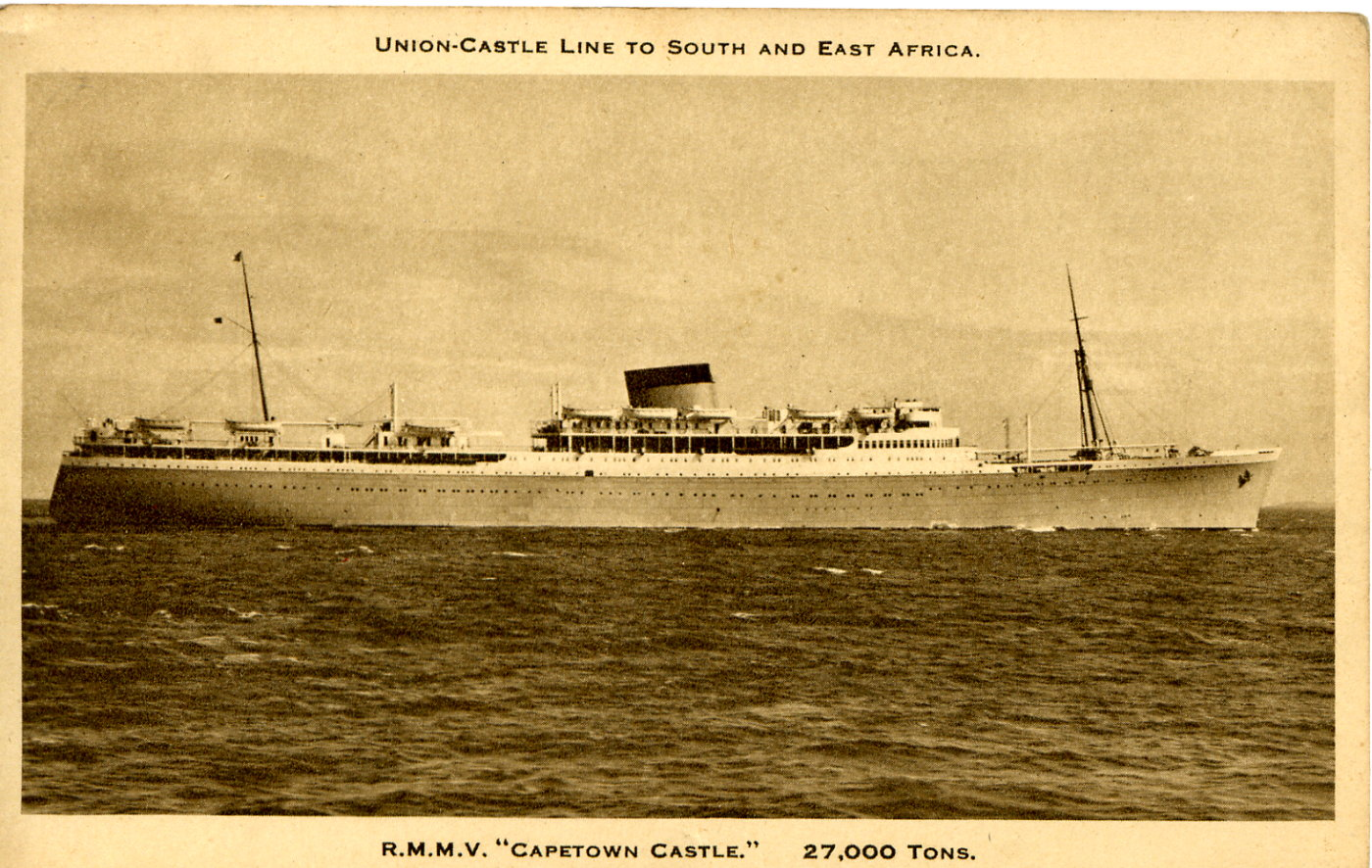
Capetown Castle, das größte Schiff des Konvois TC14

Im Oktober 1941 sicherte die Broadwater seit dem 14. Oktober mit acht weiteren Geleitschiffen (Harvester, Havelock und Highlander, Buxton und Sherwood sowie Restigouche, Ottawa und Skeena) den Konvoi TC 14, der auf sechs Schiffen über 12.000 Soldaten und Material nach Großbritannien transportieren sollte. Am 15. erhielt der Zerstörer den Befehl mit dem Zerstörer Highlander zum angegriffenen Konvoi SC 48 aufzuschließen, den sie am 16. erreichten.
Der Geleitzug SC 48 hatte schon am 5. Oktober Sydney (Nova Scotia) mit 53 Handelsschiffen und den kanadischen Korvetten Baddeck und Shediac sowie der britischen Gladiolus verlassen. Auf See traten am 9. noch die kanadischen Korvetten Camrose, Rosthern und Wetaskiwin sowie die Frei-Französische Mimosa zum Geleit. Extrem schlechtes Wetter ließ den Geleitzug frühzeitig auseinanderfallen und verhinderte, dass der Town-Zerstörer Columbia mit dem Chef der Sicherung zum Konvoi wie geplant aufschließen konnte. Von den Korvetten verloren einige den Kontakt zum Konvoi. Camrose und Rosthern bildeten schließlich eine Gruppe mit elf Nachzüglern, zu der auch der Führer des Konvois, Commodore Sanders, auf der Castalia (6601 BRT, Bj. 1906, 28 Passagiere) gehörte. Diese Gruppe lief geschlossen hinter dem eigentlichen Konvoi auf etwas abweichendem Kurs und erreichte Großbritannien zehn Tage nach dem Konvoi, ohne angegriffen zu sein. In der vorderen Gruppe liefen noch über 40 Handelsschiffe gesichert durch vier Korvetten.
Am frühen Morgen des 15. Oktober sichtete U 553, das südlichste Boot der inzwischen acht U-Boote umfassenden Gruppe Mordbrenner, den Konvoi. Da der Kommandant Thurmann die geringe Sicherung des Konvois erkannte, griff er sofort an und konnte die Silvercedar (4354 BRT, Bj. 1924, 21 Tote) und norwegische Ila (1583 BRT, 1939, 14 Tote) versenken, entging dem Rammversuch eines weiteren Schiffes und zog sich auf die Position eines Fühlungshalters zurück. Im Lauf des Tages wurden Einheiten von anderen Geleiten und aus Island zum angegriffenen Konvoi befohlen, aber nur Columbia mit dem Geleitbefehlshaber konnte im Lauf des Tages aufschließen und den Fühlungshalter abdrängen. Am Abend griffen inzwischen eingetroffene weitere U-Boote das Geleit erneut an und U 568 unter Joachim Preuß versenkte Empire Heron  (6023 BRT, Bj. 1920, 42 Tote). Die angreifenden Boote wurden abgedrängt. Dabei ging die Gladiolus (940 ts, 1940 i. D.) mit der gesamten Besatzung verloren. In der Nacht konnte der Konvoi durch Kursänderungen die U-Boote zeitweise abhängen.

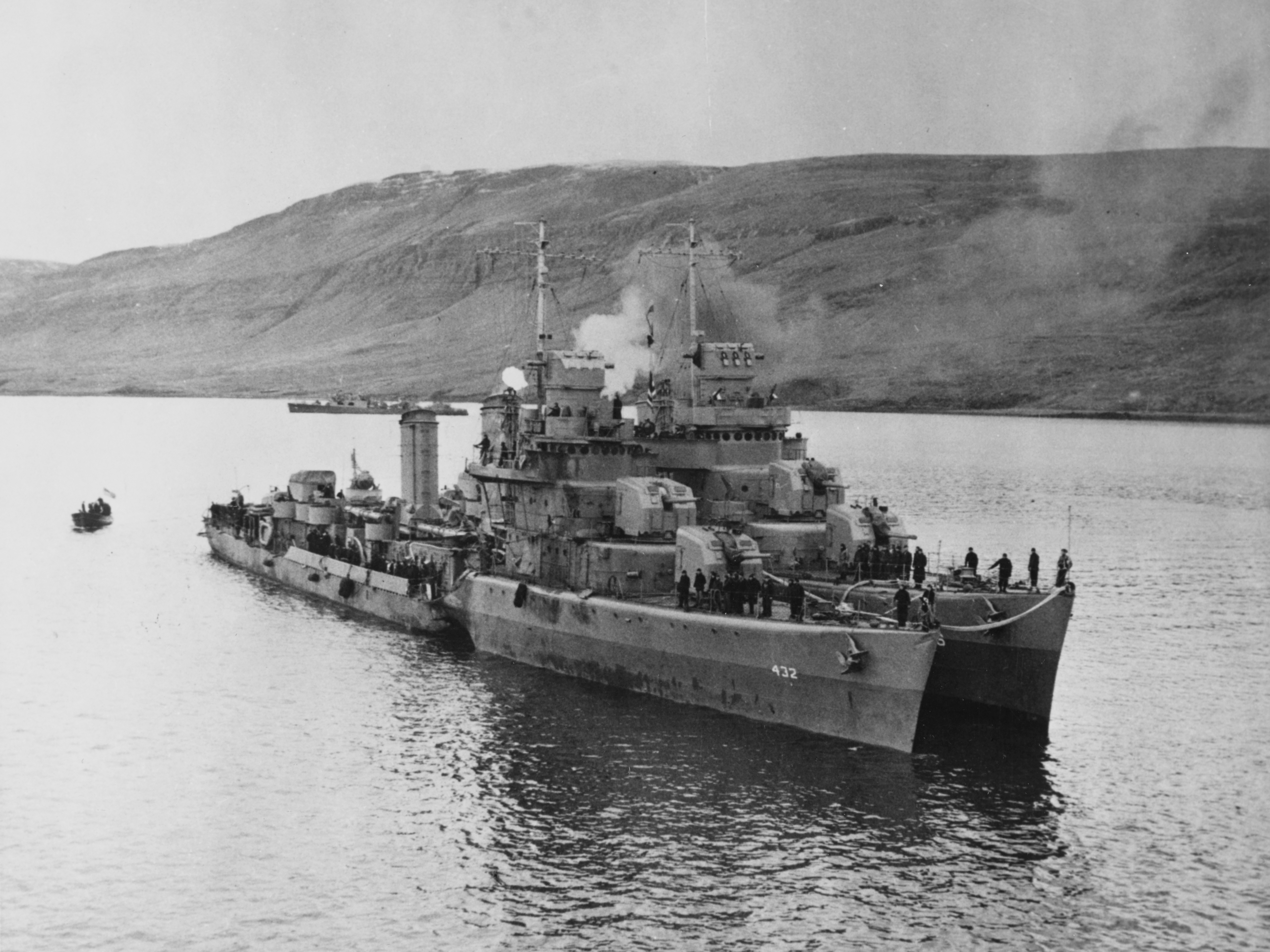
Die torpedierte USS Kearny neben dem Schwesterschiff Monssen in Reykjavík

Britische und kanadische Einheiten von anderen Geleitzügen und aus Island wurden zum angegriffenen Konvoi befohlen. Zuerst erreichten die US-amerikanischen Zerstörer der DesRon 13 mit den Zerstörern Decatur, Kearny, Livermore und Plunkett den Geleitzug. Später traf deren fünftes Schiff, Greer, zusammen mit der kanadischen Korvette Pictou ein. Ais dienstältester Kommandant übernahm L. Thebaud von der USS Plunkett der noch nicht kriegsbeteiligten US-Navy das Kommando der Verteidigung. Die geringe Erfahrung des amerikanischen Befehlshabers und die schlechte Kommunikation der Verteidiger untereinander erleichterten den angreifenden zehn U-Booten ihre Erfolge in der folgenden Nacht.

Zuerst versenkte U 553 gegen 20 Uhr die Bold Venture (3222 BRT, Bj. 1920, 17 Tote), eine Stunde später U 558 erst den Tanker W.C. Teagle (9552 BRT, Bj. 1915, 14 Tote) und dann die Erviken (6595 BRT, Bj. 1921, 22 Tote) und die Rym (1369 BRT, Bj. 1919), die den Havaristen unterstützen wollten. Gegen Mitternacht konnte dann U 432 noch die Evros (GR, 5283 BRT, Bj. 1918, alle 32 Mann tot) und den Motortanker Barfonn (9739 BRT, Bj. 1931, 14 Tote) versenken. Kurz nach Mitternacht traf dann U 568 die USS Kearney, die nicht als US-Zerstörer erkannt wurde. An Bord des amerikanischen Zerstörers starben elf Mann, weitere 22 erlitten schwere Verletzungen.
Von den britischen Verstärkungen trafen in den frühen Morgenstunden des 17. zuerst die Highlander und die Broadwater vom Konvoi TC 14 ein, denen es gelang, U-Boote abzudrängen; ein Wasserbombenangriff der Broadwater blieb jedoch erfolglos. Die beschädigte Kearney verließ den Konvoi Richtung Island, gesichert durch Decatur und Greer. Die ursprünglichen kanadischen Geleitschiffe sollten noch einen weiteren Tag am Konvoi verbleiben, da die Bedrohung durch das deutsche U-Boot-Rudel fortbestand. Im Lauf des Tages traf mit den Korvetten Abelia und Veronica vom Konvoi ON 25 (am 10. Oktober aus Liverpool in See) eine weitere Verstärkung bei SC 48 ein. Am 17. erlitt der Konvoi keine weiteren Verluste.
In den frühen Morgenstunden des 18. Oktober wurde die Broadwater von Torpedos des deutschen U-Boots U 101 getroffen und verlor ihr Vorschiff.
Von der inzwischen eingetroffenen britischen Escort Group 3 wurden drei Trawler zur Sicherung des beschädigten Schiffes abgestellt. Der Konvoi setzte seinen Marsch mit den verbliebenen Transportern und den Zerstörern Amazon, Bulldog, Georgetown und Richmond sowie der Korvette Heartease fort und verlor kein weiteres Schiff.
Bei der torpedierten Broadwater verblieben die U-Jagd-Trawler Angle, Cape Warwick und St. Apollo.
Nach über zehn Stunden Bemühungen, die Reste des Zerstörers zu retten, wurden diese am frühen Nachmittag aufgegeben, als auch das Heck des Zerstörers abzubrechen drohte. 45 Mann der Besatzung, darunter erstmals ein amerikanischer Freiwilliger der Royal Navy und 11 Gerettete von torpedierten Schiffen starben an Bord der Broadwater. 40 Überlebende rettete die Angle, weitere 28 die Cape Warwick, von denen drei noch an Bord starben. Die Broadwater ex Mason sank am 19. Oktober kurz vor 16 Uhr nach einigen Schüssen der St. Apollo auf der Position 57° 1′ N, 19° 8′ W als erstes Schiff der Town-Klasse unter britischer Flagge.
Die Schiffsglocke und Dokumente zum Zerstörer wurden nach Kriegsende von der Britischen Regierung den Einwohnern von Broadwater (Nebraska) geschenkt und können dort in der Öffentlichen Bibliothek und Stadtmuseum besichtigt werden.

## Weitere britische Verluste
| Name              | Übergabe | Typ | ex USS    | ex USS  | Bauwerft     | fertig   | Endschicksal |
| ----------------- | -------- | --- | --------- | ------- | ------------ | -------- | --- |
| Cameron (I05)     | 9.09.40  | CL  | Welles    | (DD257) | Bethlehem    | 2.09.19  | 5. Dezember 1940 durch Luftangriff in Portsmouth schwerst beschädigt, kein aktiver Dienst, 5. Oktober 1943 außer Dienst gestellt, zum Abbruch verkauft |
| Stanley (I73)     | 23.10.40 | CL  | McCalla   | (DD253) | Bethlehem    | 19.05.19 | am 19. Dezember 1941 durch U 574 versenkt, über 100 Tote                                                                                               |
| Belmont (H46)     | 8.10.40  | CL  | Satterley | (DD190) | Newport News | 23.12.19 | am 31. Januar 1942 durch U 82 südlich Neufundland versenkt, alle 138 Mann an Bord tot                                                                  |
| Campbeltown (I42) | 9.09.40  | W   | Buchanan  | (DD257) | Bethlehem    | 20.01.19 | am 29. März 1942 in Saint-Nazaire gesprengt (Operation Chariot)                                                                                        |
| Beverley (H64)    | 8.10.40  | CL  | Branch    | (DD197) | Newport News | 26.07.20 | am 11. April 1943 durch U 188 südwestlich von Island im Konvoi ON-176 versenkt, 139 Tote                                                               |
| Rockingham (G58)  | 26.11.40 | CL  | Swasey    | (DD274) | Bethlehem    | 8.08.19  | am 27. September 1944 nach Treffer in britischem Minenfeld im Schlepp etwa 30 sm südöstlich von Aberdeen gesunken, zuletzt Zielschiff, 1 Toter         |